# 신경희 (1961년)
신경희(申炅熙, 1961년 8월 10일 ~ )은 대한민국의 제7·8대 대구광역시 북구의원이다.

## 학력
- 작승국민학교 졸업
- 사곡중학교 졸업
- 경북여자상업고등학교 졸업
- 대구과학대학교 재학

## 경력
- 여의도연구원 보건복지정책 자문위원
- 북구 행복문화재단 이사
- 대한민국 특전동지회 자문위원
- 영남장애인협회 북구지회 자문위원
- 강북고등학교 운영위원
- 대구여성미래포럼 수석 부회장
- 금호지구 발전연합회 자문위원
- 대구칠곡지역발전협의회 이사
- 2014.07 ~ 2018.06 제7대 대구광역시 북구의회 의원
- 2014.07 ~ 2016.07 제7대 대구광역시 북구의회 전반기 행정자치위원회 위원
- 2014.07 ~ 2016.07 제7대 대구광역시 북구의회 전반기 의회운영위원회 위원
- 2014.07 ~ 2016.07 제7대 대구광역시 북구의회 전반기 예산결산특별위원회 위원
- 2016.07 ~ 2018.06 제7대 대구광역시 북구의회 후반기 행정자치위원회 위원
- 2016.07 ~ 2018.06 제7대 대구광역시 북구의회 후반기 의회운영위원회 위원
- 2016.07 ~ 2018.06 제7대 대구광역시 북구의회 후반기 예산결산특별위원회 위원
- 2018.07 ~ 2019.08 제8대 대구광역시 북구의회 의원
- 2018.07 ~ 2019.08 제8대 대구광역시 북구의회 전반기 예산결산특별위원회 위원
- 2018.07 ~ 2019.08 제8대 대구광역시 북구의회 전반기 행정자치위원회 위원

## 수상
- 전국시군자치구의회의장협의회 "지방의정봉사상" 수상

## 공직선거법 위반
자유한국당 신경희 의원은 지난 지방선거 당시 대구광역시장 후보 경선에서 이재만 전 최고위원을 이기게 하기 위해 불법 여론조사를 벌인 혐의로 대구 지방의원 5명과 함께 불구속 기소되었다. 1심 판결로 벌금 100만원이 나와 의원직 상실형을 선고받았다. 2019년 8월 20일 대법원에서 상고를 기각하여 의원직을 잃었다.

## 역대 선거 결과
|  | 70.05% |

|  | 34.81% |